# 鶴ヶ島市立栄小学校
鶴ヶ島市立栄小学校（つるがしましりつさかえしょうがっこう）とは、埼玉県鶴ヶ島市富士見4丁目26番地1号にある、鶴ヶ島市が設置する公立の小学校である。

## 歴史
この小学校は鶴ヶ島町立杉下小学校（現 鶴ヶ島市立杉下小学校）から分かれて、1980年（昭和55年）4月1日に鶴ヶ島町立栄小学校（仮称は若葉台小学校）として新設されたものである。同年11月15日に校章・校旗・校歌・開校記念日（11月15日）が制定された。なお、校歌は荻久保和明が作詞・作曲した。1991年（平成3年）9月1日には、鶴ヶ島町が市制を施行して鶴ヶ島市となったのに合わせ、校名が鶴ヶ島町立栄小学校から現在の鶴ヶ島市立栄小学校へと改名された。2010年（平成22年）度に2学期制を採用したが、結局8年後の2018年（平成30年）度から鶴ヶ島市内の他の小中学校と共に3学期制に戻された。2021年（令和3年）5月1日現在、児童数は356人、学級数は15学級である。

### 年表
- 1979年（昭和54年）
  - 3月15日 - 若葉台小学校（仮称）新築工事着工。
  - 12月11日 - 鶴ヶ島町（当時）は、校名を「鶴ヶ島町立栄小学校」と決定。
- 1980年（昭和55年）
  - 2月1日 - 鉄筋コンクリート造4階建て1棟竣工（普通教室23・特別教室6・管理関係係室5・屋内運動場）。
  - 4月1日 - 鶴ヶ島町立栄小学校創立開校。
  - 4月8日 - 開校式挙行。
  - 4月20日 - プール竣工
  - 11月15日 - 校章・校旗・校歌制定。同日を開校記念日と制定。
- 1983年（昭和58年）3月23日 - 校舎増築（普通教室8・特別教室3）。
- 1986年（昭和61年）3月15日 - 校庭の防球ネット完成。
- 1989年（平成元年）11月21日 - 開校10周年記念式典挙行（記念樹かしの木植樹）。
- 1991年（平成3年）
  - 9月1日 - 鶴ヶ島町の市制施行により、鶴ヶ島市立栄小学校と改称。
  - 11月 - 防塵植樹（さつき他600本）。
  - 12月 - 校内用放送アンプ、スピーカー設備。
- 1992年（平成4年）11月 - 防塵植樹（つばき他31本）。
- 1993年（平成5年）
  - 10月 - グランド改修工事（自動散水機設置）。
  - 11月 - うさぎ小屋設置。
- 1994年（平成6年）2月 - 校舎4階窓際手すり設置。
- 1995年（平成7年）
  - 1月 - 的当て板完成。
  - 10月 - 防災用備蓄庫設置。
- 1999年（平成11年）
  - 3月10日 - コンピュータ教室完成。
  - 11月20日 - 開校20周年記念式典挙行。
- 2002年（平成14年）7月 - 放送設備修繕工事。
- 2003年（平成15年）8月 - 屋上防水工事・水道管交換工事。
- 2006年（平成18年）7月 - 校舎耐震工事。
- 2009年（平成21年）
  - 4月1日 - 特別支援学級・通級指導教室開設。
  - 11月7日 - 開校30周年記念式典挙行。
- 2010年（平成22年）4月1日 - 2学期制導入。
- 2011年（平成23年）7月22日 - 通級指導教室空調工事完了。
- 2012年（平成24年）4月1日 - 特別支援学級1学級贈。
- 2013年（平成25年）10月8日 - 校舎空調設備設置工事及び体育館耐震工事完了。
- 2015年（平成27年）4月1日 - 富士見保育所が隣設。
- 2017年（平成29年）4月1日 - 特別支援学級1学級増。
- 2018年（平成30年）4月1日 - 3学期制に復す。

## 通学区域
- 鶴ヶ島市[8]
  - 富士見一丁目、富士見二丁目、富士見三丁目、富士見四丁目、富士見五丁目、富士見六丁目

## 進学先中学校
- 鶴ヶ島市立富士見中学校[9]

## 学校周辺
- 鶴ヶ島市立富士見保育所 - 同一敷地内かつ、進学前保育所のひとつ。
- 富士見近隣公園
  - 本校がある富士見地区は、坂戸市との市境線に接している。

## アクセス
- 東武東上線若葉駅（東口）から、徒歩約1km・約15分。